# Хейни, Энн
Энн Хе́йни (англ. Anne Haney; 4 марта 1934 — 26 мая 2001) — американская актриса, наиболее известная благодаря ролям в фильмах «Миссис Даутфайр» и «Лжец, лжец».

## Ранние годы
Хейни родилась в Мемфисе, Теннесси, в семье Роберта Томаса и Дороти Томас (урожд. Райан). Она изучала драму, радио и телевидение в университете Северной Каролины в Чапел-Хилл.

## Карьера
Хейни начала актёрскую карьеру в 1970 году, снимаясь в рекламе и участвуя в местных театральных постановках Атланты. После смерти мужа в 1980 году она вместе с дочерью переехала в Южную Калифорнию, где начала сниматься в кино и на телевидении.
В 1986—1989 годах Хейни играла роль второго плана в сериале Mama’s Family, а в 1986—1994 годах исполняла роль судьи Мэрилин Травелини в сериале «Закон Лос-Анджелеса». В 1989 году она снялась в роли Ришон Аксбридж в эпизоде телесериала «Звёздный путь: Следующее поколение», а в 1992 году появился в роли баджорского арбитра Реноры в телесериале «Звёздный путь: Глубокий космос 9».
Хейни появлялась в гостевых ролях в таких телесериалах, как «Бенсон», «Весёлая компания», «Создавая женщину», «Золотые девочки», «Зачарованные», «Парень познаёт мир», «Коломбо», «Скорая помощь», «Умерь свой энтузиазм», «Элли Макбил» и других. В 1993 году она сыграла роль миссис Селлнер в фильме «Миссис Даутфайр», а в 1997 году появилась в роли Греты в фильме «Лжец, лжец».

## Личная жизнь
Хейни была замужем за Джоном Хейни, руководителем общественного телевидения, с которым познакомилась во время учёбы в университете.
Хейни был близким другом актёра Роберта Рида. Она и дочь Рида, Карен, были единственными людьми, которым Рид разрешил навещать его, когда он умирал от рака толстой кишки.

### Смерть
Хейни умерла 26 мая 2001 года от сердечной недостаточности в своём доме в Лос-Анджелесе в возрасте 67 лет. Её тело кремировали.

## Избранная фильмография
| Год       |    | Русское название                    | Оригинальное название                    | Роль                              |
| --------- | -- | ----------------------------------- | ---------------------------------------- | --------------------------------- |
| 1981      | с  | Придурки из Хаззарда                | The Dukes of Hazzard                     | Си Ви Гамбл                       |
| 1981      | ф  | Ночь, когда погасли огни в Джорджии | The Night the Lights Went Out in Georgia | официантка                        |
| 1982      | с  | Весёлая компания                    | Cheers                                   | мисс Гилдер                       |
| 1982      | ф  | Фрэнсис                             | Frances                                  | парикмахер                        |
| 1983      | ф  | День независимости                  | Independence Day                         | Роуз Паркер                       |
| 1983      | с  | Семейные узы                        | Family Ties                              | миссис Мэттьюс                    |
| 1983      | ф  | Уикенд Остермана                    | The Osterman Weekend                     | новобрачная                       |
| 1984      | с  | Сент-Элсвер                         | St. Elsewhere                            | миссис Клиффорд                   |
| 1984      | с  | Бумажные куклы                      | Paper Dolls                              | миссис Ландерс                    |
| 1984—1987 | с  | Блюз Хилл-стрит                     | Hill Street Blues                        | миссис Шехтер / Дори Фитцджеральд |
| 1985      | тф | Происки в Стране чудес              | Malice in Wonderland                     | секретарь Демы                    |
| 1986      | ф  | Лучшие времена                      | The Best of Times                        | Марси                             |
| 1986      | с  | Династия                            | Dynasty                                  | няня                              |
| 1986      | с  | Золотые девочки                     | The Golden Girls                         | Бонни                             |
| 1986      | с  | Сумеречная зона                     | The Twilight Zone                        | Мэри Росс                         |
| 1986—1991 | с  | Мэтлок                              | Matlock                                  | разные персонажи                  |
| 1986—1994 | с  | Закон Лос-Анджелеса                 | L.A. Law                                 | судья Мэрилин Травелини           |
| 1987      | тф | Розы для богатых                    | Roses Are for the Rich                   | тётя Молли                        |
| 1988      | с  | Красавица и Чудовище                | Beauty And The Beast                     | Тамара                            |
| 1989      | с  | Создавая женщину                    | Designing Women                          | тётя Фиби Стиллфилд               |
| 1989      | с  | Звёздный путь: Следующее поколение  | Star Trek: The Next Generation           | Ришон Аксбридж                    |
| 1989      | с  | Кто здесь босс?                     | Who’s the Boss?                          | миссис Банч                       |
| 1990      | с  | Коломбо                             | Columbo                                  | Луиз                              |
| 1990      | с  | Тайны отца Даулинга                 | Father Dowling Mysteries                 | миссис Бланчард                   |
| 1991      | с  | Квантовый скачок                    | Quantum Leap                             | Грейс Бомонт / Кэсси Тейлер       |
| 1992      | с  | Тренер                              | Coach                                    | Эмма                              |
| 1992      | с  | Северная сторона                    | Northern Exposure                        | судья Элизабет Перси              |
| 1992      | с  | Звёздный путь: Глубокий космос 9    | Star Trek: Deep Space Nine               | Ренора                            |
| 1993      | ф  | Миссис Даутфайр                     | Mrs. Doubtfire                           | миссис Селлнер                    |
| 1994      | с  | Скорая помощь                       | ER                                       | миссис Пакер                      |
| 1995      | с  | Сёстры                              | Sisters                                  | миссис Эпплбаум                   |
| 1995      | ф  | Американский президент              | The American President                   | миссис Чапил                      |
| 1996      | с  | Полиция Нью-Йорка                   | NYPD Blue                                | миссис Риз                        |
| 1996      | ф  | Мать                                | Mother                                   | Хелен                             |
| 1997      | ф  | Лжец, лжец                          | Liar Liar                                | Грета                             |
| 1997      | ф  | Полночь в саду добра и зла          | Midnight in the Garden of Good and Evil  | Маргарет Уильямс                  |
| 1998      | с  | Великолепная семёрка                | The Magnificent Seven                    | Нетти Уэллс                       |
| 1998      | ф  | Психо                               | Psycho                                   | миссис Чамберс                    |
| 1999      | ф  | Силы природы                        | Forces of Nature                         | Эмма                              |
| 1999      | ф  | Приезжие                            | The Out-of-Towners                       | женщина в ванной                  |
| 1999      | с  | Парень познаёт мир                  | Boy Meets World                          | миссис Нельсон                    |
| 2000      | с  | Надежда Чикаго                      | Chicago Hope                             | Дороти Басс                       |
| 2000      | с  | Зачарованные                        | Charmed                                  | тетя Гейл                         |
| 2000      | с  | Умерь свой энтузиазм                | Curb Your Enthusiasm                     | мать Мэри                         |
| 2000—2001 | с  | Дарма и Грег                        | Dharma & Greg                            | миссис Керби                      |
| 2001      | с  | Элли Макбил                         | Ally McBeal                              | Бренди Энгблум                    |
| 2001      | с  | Провиденс                           | Providence                               | Мэри Алиперти                     |